# Mas Fiter
Mas Fiter és una masia de Selvanera, al municipi de Torrefeta i Florejacs (Segarra), inclosa a l'Inventari del Patrimoni Arquitectònic de Catalunya.

## Descripció
Edifici de quatre façanes i tres plantes. Té un edifici annex a uns 30 metres al nord-est, i les restes d'altres edificis davant de la façana sud.

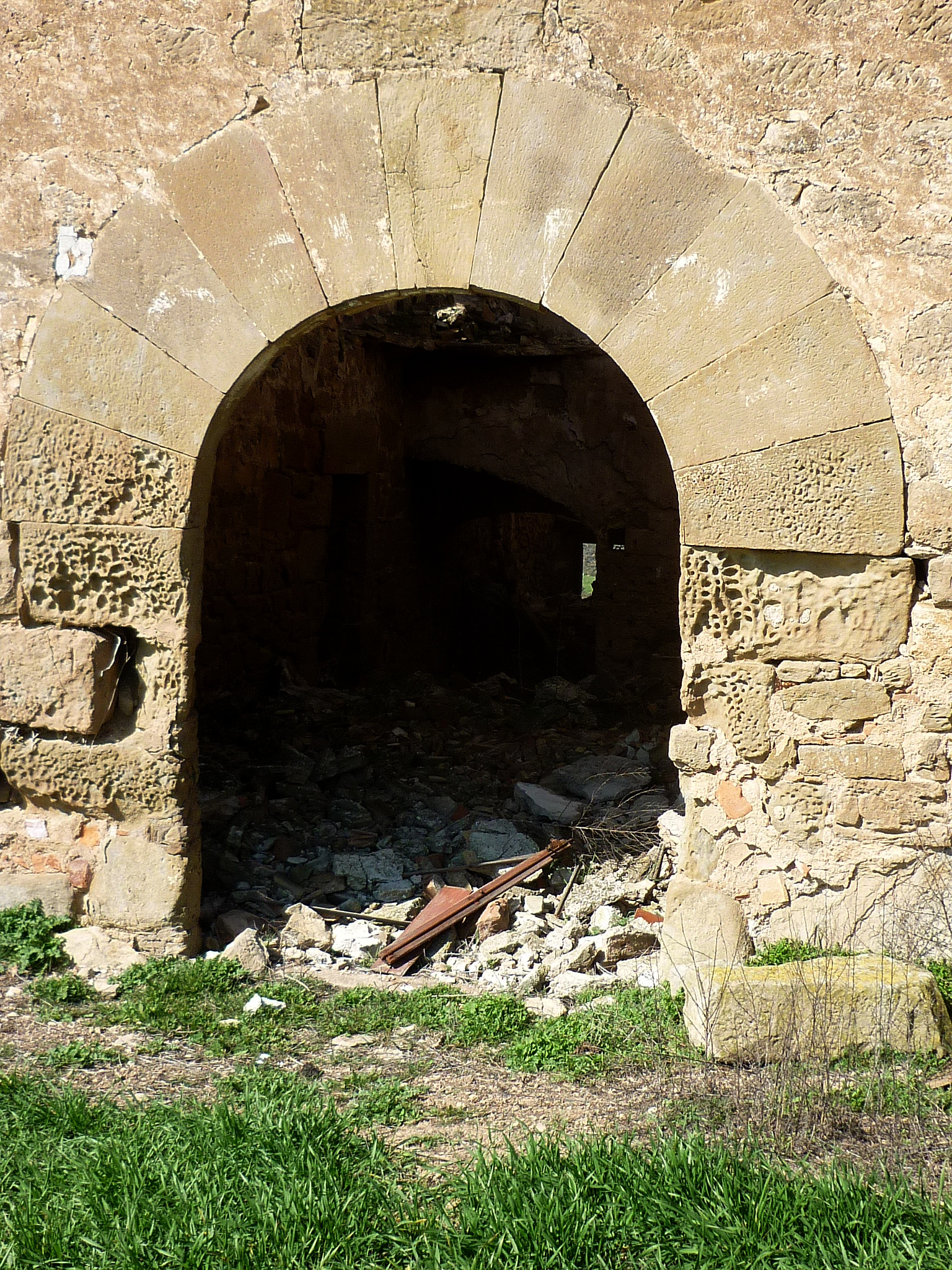
Portal de la masia

La façana est té una entrada amb arc adovellat de mig punt i porta de fusta a la part dreta de la façana, a la planta baixa. A la planta següent hi ha tres finestres amb llinda de pedra. Al darrer pis, hi ha dues petites finestres. A la façana sud hi ha una finestra a la part dreta de la planta baixa i tres finestres al següent pis amb ampit i llinda de pedra. Al darrer pis hi ha dues petites finestres. A la façana nord hi ha quatre finestres amb llinda de pedra, les dues de l'esquerra estan tapiades. Al darrer pis hi ha tres petites finestres. A la façana oest hi ha diverses obertures tapiades.
La coberta, que quasi no es conserva, és de dos vessants (Nord-Sud), acabada en teules.
Hi ha un edifici annex a uns 30 metres al nord-est, té quatre façanes i una sola planta. Només té una obertura a la façana sud, on hi ha una entrada amb llinda de fusta i porta de fusta. La coberta és d'un vessant (sud-est), acabada en teules.
Tant davant de la façana sud de la casa com de l'oest, encara hi ha les restes, algunes més en peu que d'altres, d'edificis que tenien funció agrícola i ramadera.
S'hi va per un camí que surt de Selvanera a l'est, es segueix sempre el camí en direcció a l'esquerra i s'hi arriba.